# Saison 1967-1968 de la LNH
Saison précédente Saison suivante
La saison 1967-1968 est la cinquante-et-unième saison de la Ligue nationale de hockey (également désignée par le sigle LNH). Au cours de la saison régulière, les douze franchises  participent chacune à soixante-quatorze matchs. Il s'agit d'une saison de changement pour la LNH puisque six nouvelles équipes intègrent la compétition. En effet, depuis la saison 1942-1943, les six mêmes équipes participent aux saisons de la LNH : les Canadiens de Montréal, les Maple Leafs de Toronto, les Bruins de Boston, les Red Wings de Détroit, les Rangers de New York et les Black Hawks de Chicago.
La LNH accueille donc dans ses rangs les six nouvelles équipes franchises suivantes : les Blues de Saint-Louis, les Golden Seals de la Californie, les Flyers de Philadelphie, les North Stars du Minnesota, les Penguins de Pittsburgh et enfin les Kings de Los Angeles. Les nouvelles équipes ont à l'occasion d'un repêchage d'expansion de choisir des joueurs au sein des autres équipes.
Avec l'adjonction des six nouvelles franchises, une nouvelle division est créée, la division de l’Ouest, et un trophée est mis en place pour récompenser le vainqueur de chaque division. Le trophée de l’Est est le trophée Prince de Galles tandis que pour l’Ouest il s'agit du trophée Clarence-S.-Campbell.
Les Canadiens de Montréal emportent le titre de la meilleure équipe de la saison régulière puis la quinzième Coupe Stanley de leur histoire.

## Saison régulière

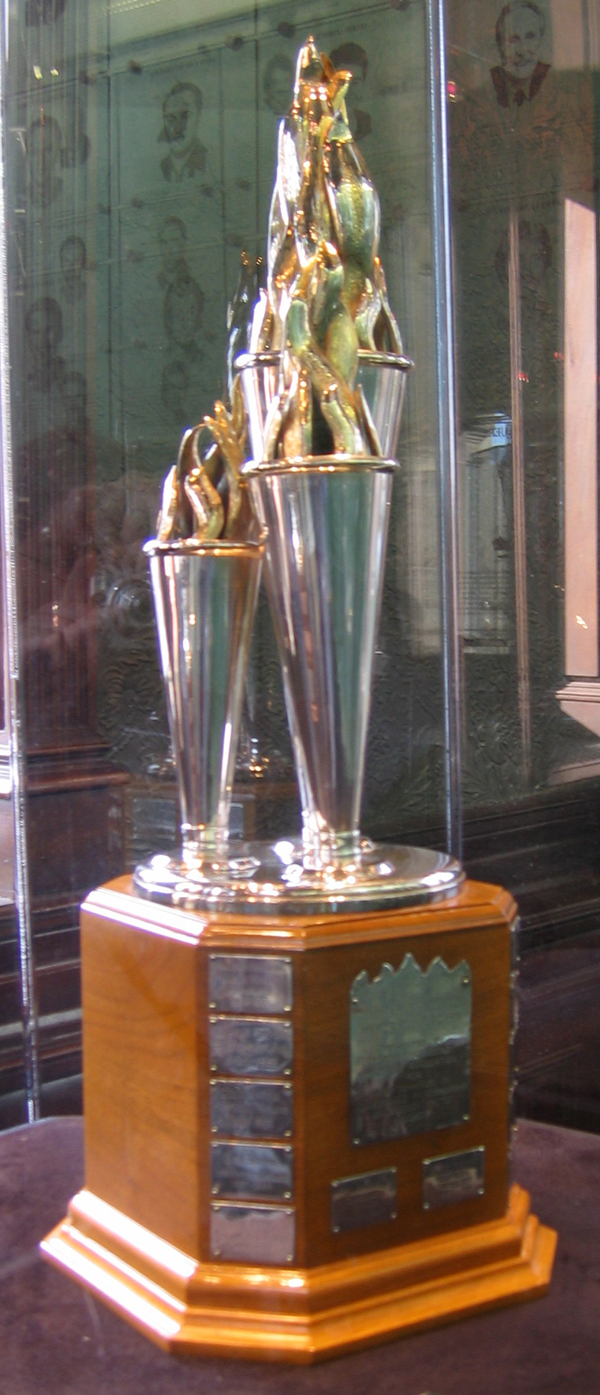
Le trophée Bill-Masterton

Le premier match de la saison a lieu le 11 octobre 1967 dans la patinoire du Civic Arena et oppose les Canadiens aux Penguins. Les pronostics prédisaient une déroute pour les Penguins mais les Canadiens ne l'emportèrent finalement que 2 buts à 1. Le premier but de la saison est inscrit par les Canadiens et l'intermédiaire de Gilles Tremblay contre Hank Bassen. Au cours de ce même match, Bassen laisse Jean Béliveau inscrire le quatre-centième but de sa carrière dans la LNH, il est alors le troisième joueur de l'histoire à dépasser ce plateau.
Les dirigeants et supporters des six équipes originales ont alors commencé à se rendre compte que la domination n'allait pas être aussi évidente que prévu et que les nouvelles franchises s'étaient bien préparées à entrer dans la ligue.
Le 13 janvier 1968, au cours d'un match entre les North Stars du Minnesota et Seals d'Oakland, le joueur recrue Bill Masterton reçoit une mise en échec par Larry Cahan et Ron Harris. Masterton tombe à la renverse sur la glace, la tête en arrière venant frapper la glace. Une grande quantité de sang s'échappe, les médecins ne peuvent l'opérer et il meurt deux jours plus tard. Il est le premier joueur de la LNH à mourir d'une blessure reçut sur une patinoire. La LNH décide alors de remettre un nouveau trophée à l'issue de la saison, le trophée Bill-Masterton – en anglais Bill Masterton Memorial Trophy – remis au joueur ayant démontré le plus de qualité de persévérance et d'esprit d'équipe.
Le 3 mars 1968, Jean Béliveau devient le deuxième joueur de l'histoire de la LNH à dépasser la barre des mille points, après Gordie Howe en 1960. Après cinq minutes de jeu, le joueur des Canadiens trompe Roger Crozier, portier des Red Wings de Détroit, pour le millième point de sa carrière.

### Classements finaux
Les quatre premières franchises de chaque division sont qualifiées pour les séries éliminatoires.
| Clt   | Équipe                 | PJ | V  | D  | N  | BP  | BC  | Pts |
| ----- | ---------------------- | -- | -- | -- | -- | --- | --- | --- |
| +001, | Canadiens de Montréal  | 74 | 42 | 22 | 10 | 236 | 167 | 94  |
| +002, | Rangers de New York    | 74 | 39 | 23 | 12 | 226 | 183 | 90  |
| +003, | Bruins de Boston       | 74 | 37 | 27 | 10 | 259 | 216 | 84  |
| +004, | Black Hawks de Chicago | 74 | 32 | 26 | 16 | 212 | 222 | 80  |
| +005, | Maple Leafs de Toronto | 74 | 33 | 31 | 10 | 209 | 176 | 76  |
| +006, | Red Wings de Détroit   | 74 | 27 | 35 | 12 | 245 | 257 | 66  |

| Clt   | Équipe                   | PJ | V  | D  | N  | BP  | BC  | Pts |
| ----- | ------------------------ | -- | -- | -- | -- | --- | --- | --- |
| +001, | Flyers de Philadelphie   | 74 | 31 | 32 | 11 | 173 | 179 | 73  |
| +002, | Kings de Los Angeles     | 74 | 31 | 33 | 10 | 200 | 224 | 72  |
| +003, | Blues de Saint-Louis     | 74 | 27 | 31 | 16 | 177 | 191 | 70  |
| +004, | North Stars du Minnesota | 74 | 27 | 32 | 15 | 191 | 226 | 69  |
| +005, | Penguins de Pittsburgh   | 74 | 27 | 34 | 13 | 195 | 216 | 67  |
| +006, | Seals d'Oakland          | 74 | 15 | 42 | 17 | 153 | 219 | 47  |

- Champion de la saison régulière
- Qualifié pour les séries éliminatoires

### Meilleurs pointeurs

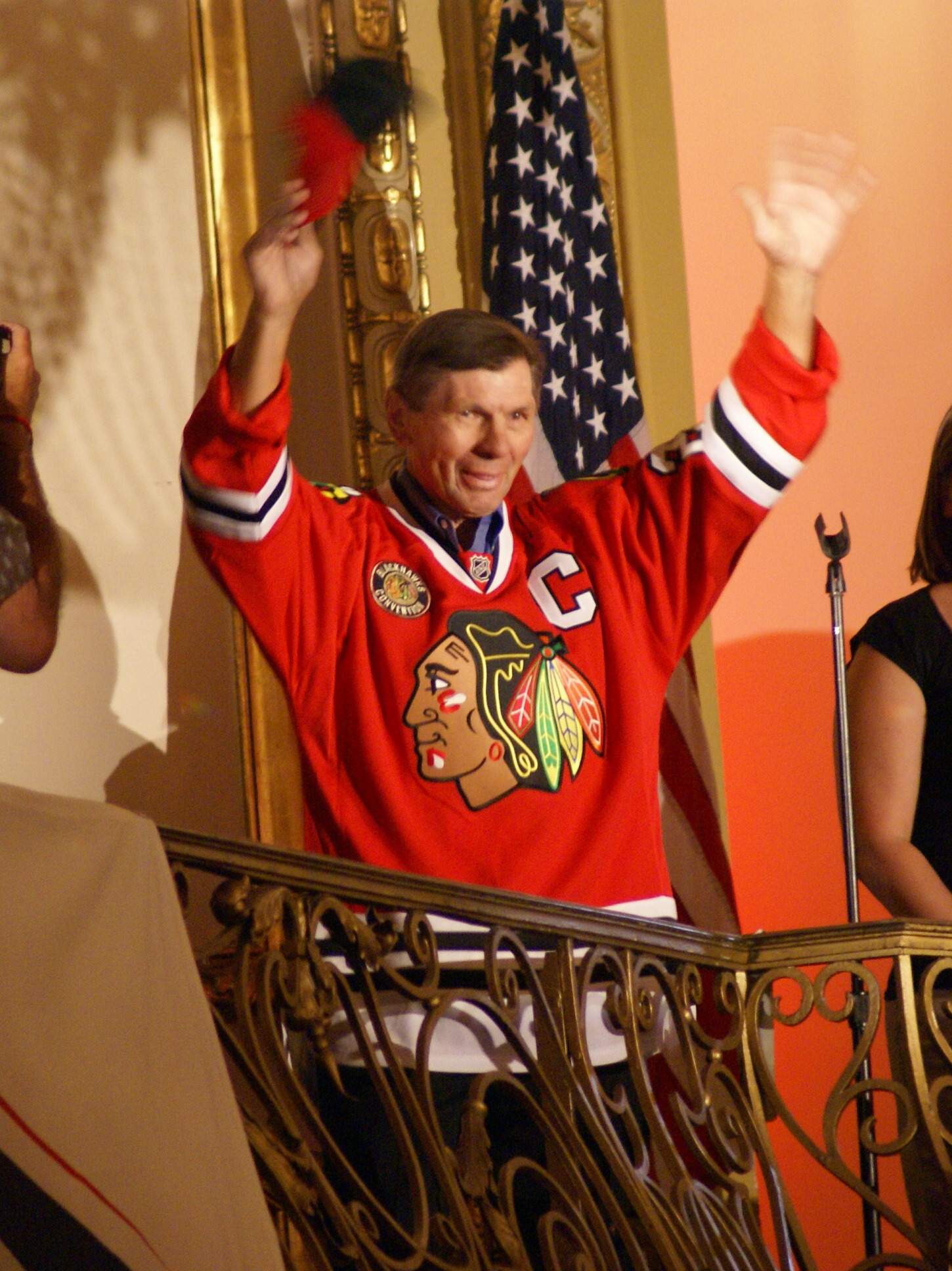
Stan Mikita, meilleur pointeur de la saison avec 87 points.

Parmi tous les joueurs, Stan Mikita est le joueur le plus prolifique de la saison en finissant meilleur pointeur avec quatre-vingt-sept réalisations alors que son coéquipier, Bobby Hull, est le meilleur buteur totalisant quarante-quatre réalisations. Phil Esposito est le meilleur passeur avec quarante-neuf aides.
| Joueur          | Équipe   | PJ | B  | A  | Pts | Pun |
| --------------- | -------- | -- | -- | -- | --- | --- |
| Stan Mikita     | Chicago  | 72 | 40 | 47 | 87  | 14  |
| Phil Esposito   | Boston   | 74 | 35 | 49 | 84  | 21  |
| Gordie Howe     | Détroit  | 74 | 39 | 43 | 82  | 53  |
| Jean Ratelle    | New York | 74 | 32 | 46 | 78  | 18  |
| Rod Gilbert     | New York | 74 | 29 | 48 | 77  | 12  |
| Bobby Hull      | Chicago  | 71 | 44 | 31 | 75  | 39  |
| Norm Ullman     | Toronto  | 71 | 35 | 37 | 72  | 28  |
| Alex Delvecchio | Détroit  | 74 | 22 | 48 | 70  | 14  |
| John Bucyk      | Boston   | 72 | 30 | 39 | 69  | 8   |
| Ken Wharram     | Chicago  | 74 | 27 | 42 | 69  | 18  |

## Séries éliminatoires de la Coupe Stanley
Avec l'ajout de six nouvelles équipes et d'une nouvelle division, les séries éliminatoires de la Coupe Stanley sont allongées avec un premier tour qui implique les quatre meilleures équipes de chaque division. 

### Arbre des séries
|  | Quarts de finale | Quarts de finale | Quarts de finale | Quarts de finale |    |             | Demi-finales | Demi-finales | Demi-finales | Demi-finales |  |  | Finale | Finale | Finale | Finale |
|  |                  |                  |                  |                  |    |             |              |              |              |              |  |  |        |        |        |        |
|  |                  |                  |                  |                  |    |             |              |              |              |              |  |  |        |        |        |        |
|  |                  |                  |                  |                  |    |             |              |              |              |              |  |  |        |        |        |        |
|  | E1               | Montréal         | 4                | 4                |    |             |              |              |              |              |  |  |        |        |        |        |
|  | E1               | Montréal         | 4                | 4                |    |             |              |              |              |              |  |  |        |        |        |        |
|  | E3               | Boston           | 0                | 0                |    |             |              |              |              |              |  |  |        |        |        |        |
|  | E3               | Boston           | 0                | 0                | E1 | Montréal    | 4            | 4            |              |              |  |  |        |        |        |        |
|  |                  |                  |                  |                  | E1 | Montréal    | 4            | 4            |              |              |  |  |        |        |        |        |
|  |                  |                  | E4               | Chicago          | 1  | 1           |              |              |              |              |  |  |        |        |        |        |
|  | E2               | New York         | E4               | Chicago          | 1  | 1           | 2            | 2            |              |              |  |  |        |        |        |        |
|  | E2               | New York         |                  |                  |    |             |              | 2            |              |              |  |  |        |        |        |        |
|  | E4               | Chicago          | 4                | 4                |    |             |              |              |              |              |  |  |        |        |        |        |
|  | E4               | Chicago          | 4                | 4                | E1 | Montréal    | 4            | 4            |              |              |  |  |        |        |        |        |
|  |                  |                  |                  |                  | E1 | Montréal    | 4            | 4            |              |              |  |  |        |        |        |        |
|  |                  |                  | O3               | Saint-Louis      | 0  | 0           |              |              |              |              |  |  |        |        |        |        |
|  | O1               | Philadelphie     | O3               | Saint-Louis      | 0  | 0           | 3            | 3            |              |              |  |  |        |        |        |        |
|  | O1               | Philadelphie     |                  |                  |    |             |              |              |              |              |  |  |        |        |        |        |
|  | O3               | Saint-Louis      | 4                | 4                |    |             |              |              |              |              |  |  |        |        |        |        |
|  | O3               | Saint-Louis      | 4                | 4                | O3 | Saint-Louis | 4            | 4            |              |              |  |  |        |        |        |        |
|  |                  |                  |                  |                  | O3 | Saint-Louis | 4            | 4            |              |              |  |  |        |        |        |        |
|  |                  |                  | O4               | Minnesota        | 3  | 3           |              |              |              |              |  |  |        |        |        |        |
|  | O2               | Los Angeles      | O4               | Minnesota        | 3  | 3           | 3            | 3            |              |              |  |  |        |        |        |        |
|  | O2               | Los Angeles      |                  |                  |    |             |              | 3            |              |              |  |  |        |        |        |        |
|  | O4               | Minnesota        | 4                | 4                |    |             |              |              |              |              |  |  |        |        |        |        |
|  | O4               | Minnesota        | 4                | 4                |    |             |              |              |              |              |  |  |        |        |        |        |
|  |                  |                  |                  |                  |    |             |              |              |              |              |  |  |        |        |        |        |

### Finale de la Coupe Stanley
La finale de la Coupe Stanley voit la victoire des Canadiens de Montréal, entraînés par Toe Blake, aux dépens des Blues de Saint-Louis, menés par Scotty Bowman. Les Canadiens l'emportent en quatre alors que Blake annonce qu'il prend sa retraite après treize saisons passées derrière le banc des Canadiens et huit Coupes Stanley.

## Récompenses

### Trophées
| Trophée                                                                                              | Vainqueur                                            | Équipe                                               |
| --- | ---------------------------------------------------- | ---------------------------------------------------- |
| Trophée Calder Meilleur joueur recrue                                                                | Derek Sanderson                                      | Bruins de Boston                                     |
| Trophée Art-Ross Meilleur pointeur de la saison                                                      | Stan Mikita                                          | Black Hawks de Chicago                               |
| Trophée Hart Meilleur joueur de la saison                                                            | Stan Mikita                                          | Black Hawks de Chicago                               |
| Trophée Conn-Smythe Meilleur joueur des séries                                                       | Glenn Hall                                           | Blues de Saint-Louis                                 |
| Trophée Bill-Masterton Joueur ayant démontré le plus de qualité de persévérance et d'esprit d'équipe | Claude Provost                                       | Canadiens de Montréal                                |
| Trophée James-Norris Meilleur défenseur de la saison                                                 | Bobby Orr                                            | Bruins de Boston                                     |
| Trophée Lady Byng Joueur le plus fair play                                                           | Stan Mikita                                          | Black Hawks de Chicago                               |
| Trophée Lester-Patrick Trophée pour les services rendus au hockey sur glace aux États-Unis           | Thomas F. Lockhart, Walter A. Brown, John Kilpatrick | Thomas F. Lockhart, Walter A. Brown, John Kilpatrick |
| Trophée Vézina Gardiens de l'équipe concédant le moins de buts                                       | Rogatien Vachon Gump Worsley                         | Canadiens de Montréal                                |
| Trophée plus-moins de la LNH Meilleur différentiel plus / moins                                      | Dallas Smith                                         | Bruins de Boston                                     |

| Trophée                                                     | Équipe                 |
| ----------------------------------------------------------- | ---------------------- |
| Trophée Clarence-S.-Campbell Champions de la division Ouest | Flyers de Philadelphie |
| Trophée Prince de Galles Champions de la division Est       | Canadiens de Montréal  |
| Coupe Stanley Champions des séries                          | Canadiens de Montréal  |

### Équipes d'étoiles
| Position       | Première équipe | Première équipe        | Deuxième équipe      | Deuxième équipe       |
| Position       | Joueur          | Équipe                 | Joueur               | Équipe                |
| -------------- | --------------- | ---------------------- | -------------------- | --------------------- |
| Gardien de but | Gump Worsley    | Canadiens de Montréal  | Eddie Giacomin       | Rangers de New York   |
| Défenseur      | Tim Horton      | Maple Leafs de Toronto | Jim Neilson          | Rangers de New York   |
| Défenseur      | Bobby Orr       | Bruins de Boston       | Jean-Claude Tremblay | Canadiens de Montréal |
| Ailier gauche  | Bobby Hull      | Black Hawks de Chicago | Johnny Bucyk         | Bruins de Boston      |
| Centre         | Stan Mikita     | Black Hawks de Chicago | Phil Esposito        | Bruins de Boston      |
| Ailier droit   | Gordie Howe     | Red Wings de Détroit   | Rod Gilbert          | Rangers de New York   |